# La Paloma
La Paloma é uma cidade balneária marítima uruguaia, localizada no  Cabo de Santa Maria, fundada em primeiro de setembro de 1874 . Está no Departamento de Rocha, região leste do país.